# 伊列斯卡斯
伊列斯卡斯，是西班牙卡斯蒂利亚-拉曼恰托莱多省的一个市镇。总面积57平方公里，总人口11948人（2001年），人口密度210人/平方公里。